# Zbigniew Zapasiewicz
Zbigniew Jan Zapasiewicz (13 tháng 09 năm 1934 – 14 tháng 07 năm 2009) là một diễn viên, đạo diễn sân khấu và nhà sư phạm người Ba Lan. Ông là một trong những nam diễn viên Ba Lan nổi tiếng nhất thời kỳ hậu chiến.

## Tiểu sử
Zbigniew Zapasiewicz sinh tại Warsaw, Ba Lan. Trong hai năm 1951–1952, ông theo học chuyên ngành hoá học tại Đại học Công nghệ Warsaw. Zbigniew Zapasiewicz tốt nghiệp khoa diễn xuất tại Học viện Sân khấu Quốc gia ở  Warsaw (nay là Học viện nghệ thuật sân khấu quốc gia Aleksander Zelwerowicz ở Warsaw) vào năm 1956. Ông ra mắt công chúng lần đầu tiên vào năm 1955 tại Nhà hát mới của Warsaw.
Trong giai đoạn 1959–1966, Zbigniew Zapasiewicz làm diễn viên của Nhà hát Đương đại. Vào năm 1982, ông chuyển đến làm việc tại Nhà hát Powszechny. Zbigniew Zapasiewicz làm giám đốc điều hành của Nhà hát Kịch nghệ trong các năm 1987–1990. Từ năm 1993, ông tham gia diễn xuất trên sân khấu của Nhà hát Đương đại.
Zbigniew Zapasiewicz mất tại Warsaw, hưởng thọ 74 tuổi.

## Thành tích nghệ thuật
| Năm  | Tựa đề                                       | Vai diễn           | Ghi chú |
| ---- | -------------------------------------------- | ------------------ | ------- |
| 1975 | The Promised Land                            | Kessler            |         |
| 1975 | The Story of Sin                             | Priest Jutkiewicz  |         |
| 1977 | Camouflage                                   | Jakub Szelestowski |         |
| 1978 | Without Anesthesia                           | Jerzy Michalowski  |         |
| 1979 | The Maids of Wilko                           | Chồng của Julcia   |         |
| 1981 | Blind Chance                                 | Adam               |         |
| 1984 | A Year of the Quiet Sun                      | Szary              |         |
| 1988 | A Short Film About Killing                   | Chủ tịch Ủy ban    |         |
| 1989 | Túsztörténet                                 | Alezredes          |         |
| 1992 | Pigs                                         |                    |         |
| 2000 | Life as a Fatal Sexually Transmitted Disease | Tomasz Berg        |         |
| 2005 | Persona Non Grata                            | Wiktor Leszczyński |         |
| 2007 | Hope                                         |                    |         |